# Samsung Galaxy Ace 3
El Galaxy Ace 3 es un teléfono inteligente de gama media de Samsung que pretende ser el sucesor del Samsung Galaxy Ace 2.

## Red/Portador y Conectividad inalámbrica
- Infraestructura de red: GSM 3G, HSDPA / HSUPA (GT-S7270), 4G (GT-S7275)
- Red 2G: EDGE / GPRS Cuatribanda (850 / 900 / 1.800 / 1.900 MHz)
- Red 3G: HSPA 14,4 / 5,76 Mbps (850 / 1.900 / 2.100 MHz)
- Red 4G: LTE 100/50 Mbps (800 / 900 / 1.800 / 2.600 MHz)(GT-S7275)
- Wi-Fi: 802.11b/g/n de 2,4 GHz
- Wi-Fi Direct disponible
- Perfiles de Bluetooth: A2DP, AVRCP, GAP, HFP, HSP, OBEX, OPP, SPP, AVCTP, AVDTP, GAVDP, GOEP, HID, PAN, SDAP, MAP, PBAP, DID, GATT
- PC Sync: Kies, Kies Air
- NFC (UICC) (algunos modelos)

### Chipset
- Chipset: procesador de aplicaciones Dual Core
- Velocidad de CPU: procesador Cortex A9 de 1 GHz (3G/GT-S7270)/procesador Cortex A9 de 1.2 GHz (4G/GT-S7275)

### Sensores
- Sensores: Acelerómetro / Brújula digital / Sensor de proximidad

### Batería
- Tiempo de conversación: hasta 8 h (3G)
- Capacidad de la batería: 1.500 mAh
- Carga USB
- Tiempo en espera: hasta 370 h (3G)

### Audio y Vídeo
- Formato de vídeo: soporte para MPEG4, H.264, H.263, VC-1, WMV7 / 8, VP8, Sorenson Spark
- Resolución de vídeo: reproducción y grabación de video HD (1.280 x 720) disponible
- Velocidad de cuadros de vídeo: 30 cps
- Formato de audio: soporte para MP3, OGG, AAC, AAC+, eAAC+, WMA, FLAC, AMR-NB / WB, MIDI, i-Melody

### Sistema operativo
- Sistema operativo: Android 4.2.2 Jelly Bean

### Memoria
- Memoria: eMMC de 4 GB / RAM de 1 GB

### Especificaciones físicas
- Dimensiones: 121,2 x 62,7 x 9,79 mm
- Peso: 115 g

### Ubicación
- Ubicación: GPS Asistido / GLONASS disponibles

### Pantalla
- Tecnología de pantalla: TFT/LCD
- Profundidad de color: 16 M
- Tamaño de pantalla: 4 pulgadas
- Resolución de pantalla: 480 x 800 (WVGA) píxeles

### Cámara
- Resolución de cámara (delantera): 0,3 megapíxeles (VGA)
- Resolución de cámara (posterior): 5 megapíxeles
- Flash de la cámara: Flash LED
- Enfoque automático de la cámara: soporte para Enfoque automático

### Video
- Reproductor de vídeo: 3GP, AVI, MPEG4, WMV, H.264, H.263
- Grabador de vídeo: 720p / 30 fps
- Streaming: Sí
- Videollamada: Sí
- videos preliminares

### Conectores
- USB: v2.0
- Conector para audífono: estéreo de 3,5 mm
- Ranura para memoria externa: microSD (hasta 64 GB)
- Soporte para SIM simple (micro SIM)
- Micro USB disponible

### Aplicaciones y servicios
- Samsung Apps disponible
- Game Hub disponible
- ChatON disponible
- ActiveSync disponible
- S Voice disponible
- smart stay disponible
- s note disponible
- s planer disponible
- s traductor disponible

## Configuraciones y funciones
- Manuales interactivos Archivado el 2 de abril de 2015 en Wayback Machine.